# Chiesa di Sant'Antonio (Macao)
La chiesa di Sant'Antonio venne eretta prima del 1560 a San Antonio ed è considerata una delle tre chiese più antiche di Macao. Dal 2005 è parte del complesso di edifici storici appartenenti al centro storico di Macao iscritto nella lista dei beni patrimonio dell'umanità dell'UNESCO.
Particolarità di questa chiesa è la presenza di una statua, oltre a quella presente nella navata centrale del santo patrono con il bambin Gesù al collo, di Sant'Antrea Andrea Kim Taegon, primo sacerdote e martire coreano che dedicò la sua vita alla conversione del suo paese.

## Storia
Costruita dai padri gesuiti come primo nucleo della diffusione del cattolicesimo a Macao, venne inizialmente edificata in bambù e legno. Adiacente alla chiesa si trovava una residenza della Compagnia di Gesù. Nel 1638 venne ricostruita in pietra. In seguito ai due grandi incendi del 1809 e 1874 che la danneggiarono seriamente, la chiesa venne ricostruita entrambe le volte nel 1810 e nel 1875. La facciata neoclassica attuale venne costruita in seguito ad un altro incendio che la colpì nel 1930.
Molti della comunità cattolica macaoense, continuando una lunga tradizione cittadina, sono soliti celebrare le nozze in questa chiesa in quanto, secondo i portoghesi sant'Antonio è il protettore degli innamorati. Ed essendo addobbata con fiori e decorazioni a festa, la chiesa prese il nome di Fa Vong Tong, ovvero "tempio del Re dei Fiori".